# Ian Ross (calciatore)
Ian Ross (Glasgow, 26 novembre 1947 – 9 febbraio 2019) è stato un calciatore e allenatore di calcio scozzese, noto per essere stato il capitano dell'Aston Villa dal 1974 al 1976.

## Palmarès

### Giocatore

#### Competizioni nazionali
- Community Shield: 1

Liverpool: 1966
- Coppa di Lega inglese: 1

Aston Villa: 1974-1975

### Allenatore

#### Competizioni nazionali
- Campionato islandese: 2

Valur: 1985, 1987